# André Méris
Jean Eugène André Martinet dit André Méris, né le 24 juin 1858 dans l'ancien 2e arrondissement de Paris et mort le 7 août 1920 à Saint-Malo, est un compositeur et critique musical français.

## Biographie
Fils du comte Paul Martinet (1833-1909), banquier, administrateur de sociétés et juge consulaire au tribunal de Commerce de la Seine, André Martinet fait des études classiques au lycée Charlemagne puis au lycée Fontanes avant d'entrer au Conservatoire où il devient l'élève de Jules Massenet (classe de composition) et de Jules Duprato (classe d'harmonie). Il en sort à tout juste 20 ans avec un deuxième accessit de piano.
Auteur de nombreuses musiques de chansons sur des paroles, entre autres, de Maxime Boucheron, Antony Mars ou Julien Sermet ainsi que des musiques de scène, André Méris est également connu, sous ses véritables nom et titre, comme auteur d'ouvrages historiques notamment sur le Premier et le Second Empire.
Mort subitement à l'âge de 62 ans alors qu'il était en villégiature à Saint-Malo, André Martinet est inhumé le 13 août 1920 au cimetière du Montparnasse après une cérémonie religieuse en l'église Saint-Pierre-du-Gros-Caillou.

## Œuvres
Musique d'opérette
- 1881 : On demande un dompteur, opérette en 1 acte de Charles Desmarets et Léon Jonathan, à la Scala (25 septembre)[9]
- 1881 : En partie de plaisir, opérette en 1 acte d'Eugène de Rougemont, à la Scala (26 novembre)[10]
- 1883 : Le Bouquet de violettes, opéra-comique en 1 acte de Maxime Boucheron et Georges Grisier, au casino d'Aulus-les-Bains (10 août)[11],[12]. Reprise au casino d'Enghien-les-Bains le 1er juillet 1884.
- 1883 : L'Ami d'Oscar, opéra-comique en 1 acte de Maxime Boucheron, au casino d'Aulus-les-Bains (14 août)
- 1884 : Le Perroquet gris, opérette en 1 acte de Julien Sermet, à la Scala (16 mars)
- 1884 : Harpe et Clarinette, opérette en 1 acte de Julien Sermet, à la Scala (20 mai)
- 1888 : L'Entracte, opérette en 1 acte de Maxime Boucheron, au Cercle de la Presse (29 décembre)[13]. Reprise le 9 mai 1889 au théâtre du Gymnase et le 14 février 1890 au théâtre des Menus-Plaisirs[14] puis en tournée avec la troupe Simon au théâtre des Arts de Rouen en octobre 1891[15] et en novembre de la même année au théâtre d'Épinal et à l'Eden-Théâtre de Nancy.
- 1891 : Le Mitron, vaudeville-opérette en 3 actes de Maxime Boucheron et Antony Mars, aux Folies-Dramatiques (24 septembre)[16]
- 1892 : Le Secrétaire général, opérette en 1 acte de Marcel de Germiny[17], en société (6 avril et 9 mai)[18].
- 1894 : La Tentation de Sainte-Antoinette, opéra-comique en 1 acte de Paul Ferrier, au Cercle Volney (août).

Musique de scène
- 1887 : Le Retour d'Arlequin, pantomime en 1 acte de Raoul de Najac[19], au Cercle de la Presse (24 mars)[20]
- 1887 : La Grenouille, vaudeville en 3 actes de Maxime Boucheron et Georges Grisier, au théâtre Déjazet (24 décembre)

Musique de chanson
- 1882 : Les Leçons du grand-père, paroles d'Eugène de Rougemont
- 1883 : S'il est vrai que les morts vont vite !, poésie d'Armand Silvestre
- 1883 : Les Bêtises de Janot, paroles de Julien Sermet, chansonnette crée par Alida Perly à la Scala[21].
- 1884 : Le Sourire, chansonnette, paroles d'Émile Mugnot de Lyden et Georges Grisier
- 1887 : Chanson du point du jour, paroles de Maxime Boucheron et Georges Grisier
- 1890 : La D'moiselle du téléphone, paroles de Maxime Boucheron
- Non daté : Cupidon nous appelle, paroles de Charles Desmarets, chanson pour chant et piano
- Non daté : Tu ne la reconnaîtrais pas, romance, paroles de Louis Péricaud et J. Donarléo, chanson pour chant et piano
- Non daté : Chanson amoureuse, poésie de Molière, mélodie pour chant et piano
- Non daté : Le Bois aux Noisettes, chansonnette, paroles de Julien Sermet
- Non daté : Le Souvenir d'un réserviste, paroles de Charles Poncy
- Non daté : Ça fait tout d'même plaisir !, chansonnette, paroles de Charles Poncy.

## Publications
- 1893 : Histoire anecdotique du Conservatoire de Musique et de Déclamation, préface de Richard O'Monroy, Ernest Kolb éditeur à Paris[22].
- 1895 : Le Prince Impérial 1856-1879, Léon Chailley éditeur à Paris[23].
- 1902 : Jérôme Napoléon, roi de Westphalie, librairie Paul Ollendorff éditeur à Paris.
- 1905 : Léopold 1er et l'intervention française en 1831, édité par la Société belge de librairie à Bruxelles[24].
- 1908 : La seconde intervention française et le siège d'Anvers. 1832, édité par la Société belge de librairie à Bruxelles[25].
- 1910 : La mort et les funérailles du roi Léopold II. L'avènement au trône du roi Albert, librairie Albert Dewitt à Bruxelles..